# Bulbophyllum facetum
Bulbophyllum facetum là một loài phong lan thuộc chi Bulbophyllum.